# 应天 (刘守光)
应天（911年八月—913年十一月）是后梁时期自立为大燕皇帝的刘守光的年号，共计3年。

## 改元
- 乾化元年——八月十三日，劉守光稱帝，建立燕國，改元應天元年。[2][3][4]
- 應天三年——十一月二十四日，晉王李存勗攻破幽州，劉守光城逃走，不久被擒獲。[5][6]

## 纪年對照表
| 应天 | 元年  | 二年  | 三年  |
| ---- | ----- | ----- | ----- |
| 公元 | 911年 | 912年 | 913年 |
| 干支 | 辛未  | 壬申  | 癸酉  |

## 同期存在的其他政权年号
- 中國
  - 乾化（911年－913年、913－915年）：後梁—朱全忠、朱友貞之年號
  - 鳳曆（913年）：後梁—朱友珪之年號
  - 天佑（908年－923年）：晉—李存勗尊奉之年號
  - 天復（907年－922年）：岐—李茂貞尊奉之年號
  - 天祐（904年－919年）：吳—楊行密、楊渥尊奉之年號
  - 天寳（908年－912年）：吳越—錢鏐之年號
  - 永平（911年－915年）：前蜀—王建之年號
  - 天佑（907年－916年）：契丹—耶律阿保機尊奉之年號
  - 同慶（912年－966年）：于闐—尉遲烏僧波之年號
  - 始元（910年－914年）：大長和—鄭仁旻之年號
- 朝鮮半島
  - 聖冊（905年－911年）：後高句麗—弓裔之年號
  - 水德萬歲（911年－914年）：後高句麗—弓裔之年號
- 日本
  - 延喜（901年－922年）：平安時代—醍醐天皇之年號

## 深入閱讀
- 李崇智. . 北京: 中華書局. 2004年12月. ISBN 7101025129.